# Waldport
Waldport és una població dels Estats Units a l'estat d'Oregon. Segons el cens del 2010 tenia 2.033 habitants.

## Demografia
Segons el cens del 2000, Waldport tenia 2.050 habitants, 909 habitatges, i 540 famílies. La densitat de població era de 369,9 habitants per km².
Dels 909 habitatges en un 23,8% hi vivien nens de menys de 18 anys, en un 44,2% hi vivien parelles casades, en un 12,2% dones solteres, i en un 40,5% no eren unitats familiars. En el 34% dels habitatges hi vivien persones soles el 17,2% de les quals corresponia a persones de 65 anys o més que vivien soles. El nombre mitjà de persones vivint en cada habitatge era de 2,24 i el nombre mitjà de persones que vivien en cada família era de 2,81.
Per edats la població es repartia de la següent manera: un 23,9% tenia menys de 18 anys, un 4,2% entre 18 i 24, un 22,8% entre 25 i 44, un 25,7% de 45 a 60 i un 23,5% 65 anys o més.
L'edat mediana era de 45 anys. Per cada 100 dones de 18 o més anys hi havia 78,3 homes.
La renda mediana per habitatge era de 33.301$ i la renda mediana per família de 38.571$. Els homes tenien una renda mediana de 29.904$ mentre que les dones 22.071$. La renda per capita de la població era de 15.939$. Aproximadament el 9,4% de les famílies i el 17,3% de la població estaven per davall del llindar de pobresa.

## Poblacions properes
El següent diagrama mostra les poblacions més properes.